# Misgolas wayorum
Misgolas wayorum là một loài nhện trong họ Idiopidae.
Loài này thuộc chi Misgolas. Misgolas wayorum được G. Wishart miêu tả năm 2006.